# Полосатая тигровая цапля
Полосатая тигровая цапля (лат. Tigrisoma fasciatum) — вид птиц из семейства цаплевых, распространённый в Центральной и Южной Америке.

## Описание
Длина тела составляет от 60 до 70 см. Оперение серого или коричневого цвета с более тёмными поперечными полосами. Окраска варьирует у подвидов. Имеется незначительный половой диморфизм, так как самец окрашен немного контрастнее чем самка.

## Распространение
Вид распространён в Центральной и Южной Америке. Область распространения охватывает территорию от Коста-Рики до Колумбии и вдоль восточного склона Анд до Боливии. Имеются популяции на юго-востоке Бразилии, а также на севере Аргентины. Естественная среда обитания — это влажные леса горных регионов, где цапли живут вдоль густо поросших берегов рек.

## Образ жизни
Птицы ведут чаще одиночный образ жизни, группируясь в пары только в период гнездования. Свою добычу ловит как на суше, так и в воде. Цапля питается мелкой рыбой и насекомыми.